# Кузнецово (Таборинський район)
Кузнецо́во (рос. Кузнецово) — присілок у складі Таборинського району Свердловської області. Адміністративний центр Кузнецовського сільського поселення.
Населення — 415 осіб (2010, 452 у 2002).
Національний склад населення станом на 2002 рік: росіяни — 98 %.